# بحيرة الحب
بحيرة الحب هي بحيرة اصطناعية على شكل قلب وتشكل جزءا من سلسلة بحيرات القدرة في مدينة دبي في دولة الإمارات العربية المتحدة. كما تزين البحيرة أشجار الغاف اليانعة. وأعلن عنها الشيخ حمدان بن محمد بن راشد آل مكتوم ولي عهد دبي في عام 2018.تتألف «بحيرة الحب» من بحيرتين متداخلتين تحتويان على مياه عذبة محفورتين على شكل قلبين مع كلمة «حب» باللغة الإنجليزية «Love» مزخرفة على طول البحيرة
وتبعد بحيرة الحب ما يقارب 21 كيلومترًا عن بحيرة القدرة،في وسط صحراء دبي بالقرب من محمية المرموم ومحمية البجع في الليسيلي.

## نبذة عن البحيرة
تقع بحيرة الحب في جزيرة القلب في إمارة دبي. وتبلغ مساحة الجزيرة حوالي 550 كم مربع. كما تعد البحيرة موطنا ل150 نوعا من الطيور والحيوانات. وتضم الجزيرة حوالي 16 ألف شجرة زيتون وسمر وسدر وغاف إلى جانب 800 ألف شجيرة متنوعة. تتضمن منطقة بحيرة الحب على أشجار مصممة على شكل كلمة "حب" بالإنجليزية، كما تحتوي على مسارات للجري ومسارات للدراجات الهوائية. وتعد منطقة القدرة في دبي من أهدأ الأماكن التي يستطيع الشخص التفرد والاستمتاع بالطبيعة فيها.
تعد البحيرة موطنا للعديد من الطيور، ومنها: البجع والإوز وطيور النحام والبط، إضافة إلى أنواع طيور مهددة بالانقراض، مثل طائر الحبارى الآسيوي والصقر محدب المنقار.
بحيرة القدرة متاحة للزيارة على مدار اليوم وفي جميع أيام الأسبوع،والدخول إليها مجاني
ومن  أهم الفنادق القريبة من حديقة الحب منتجع المها الصحراوي الذي يقدم عدة أنشطةمثل ركوب الخيل والجِمال و رحلات السفاري الصحراويةو ممارسة فنون الرماية والصيد بالصقور

## معرض الصور

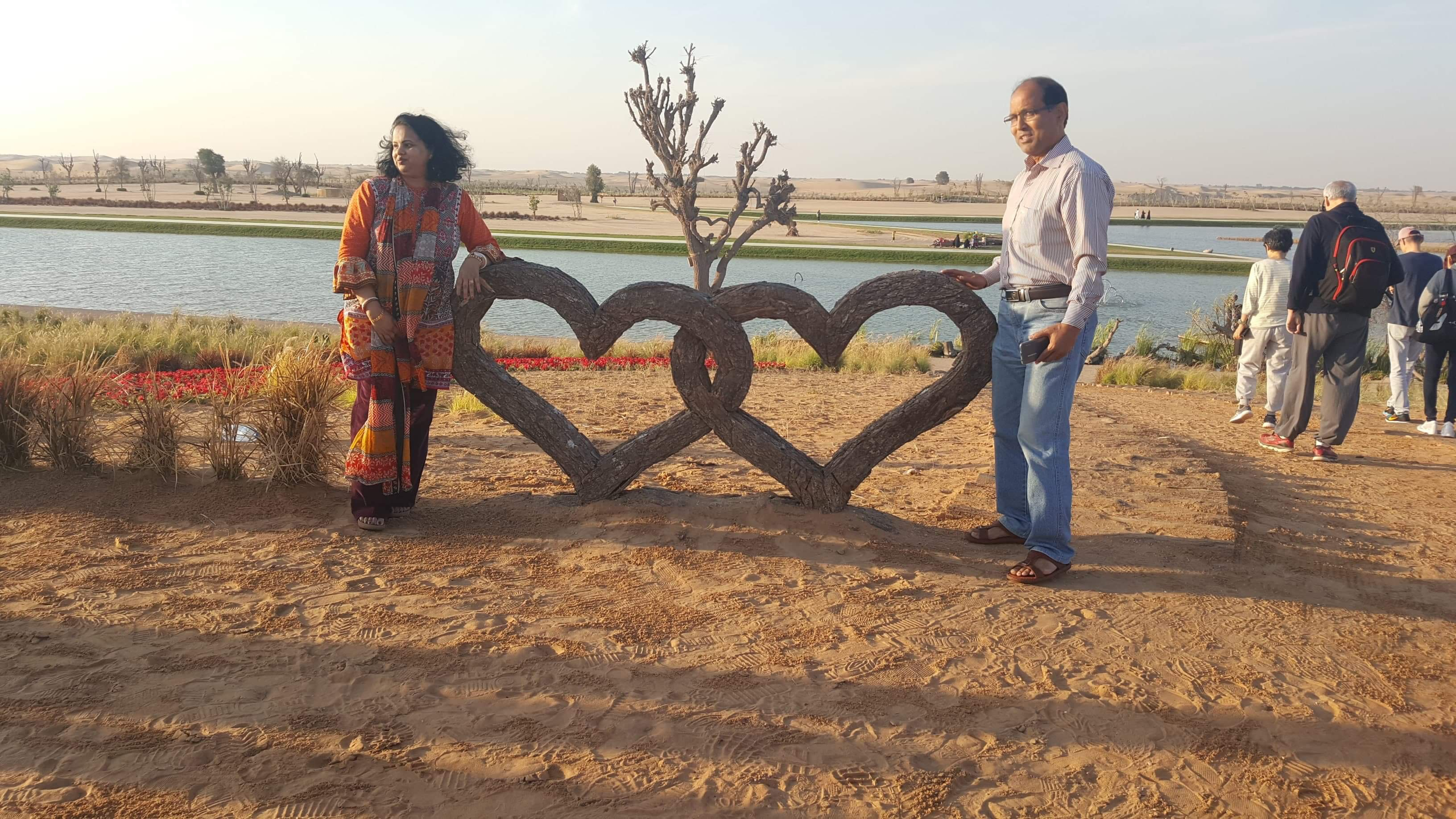
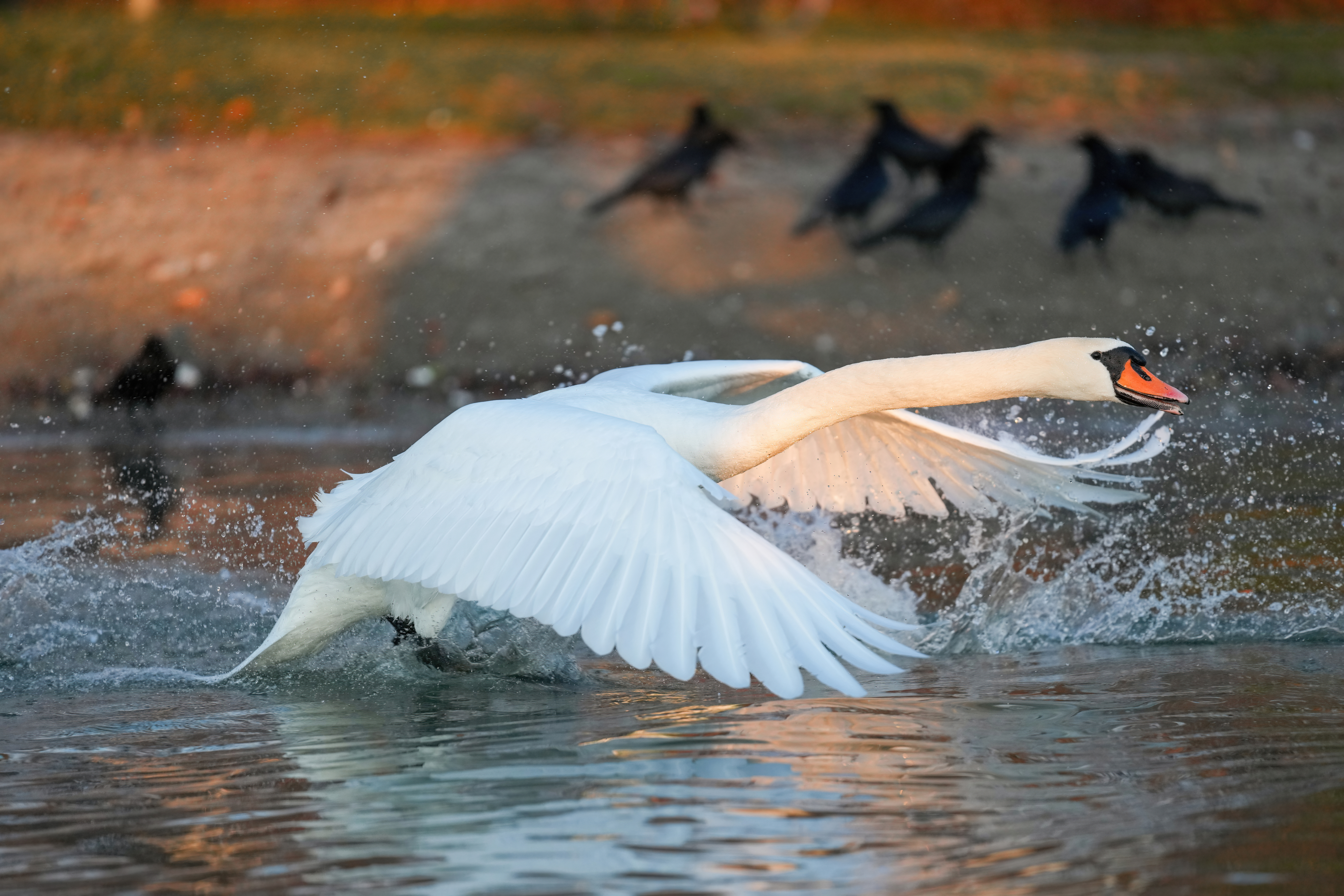
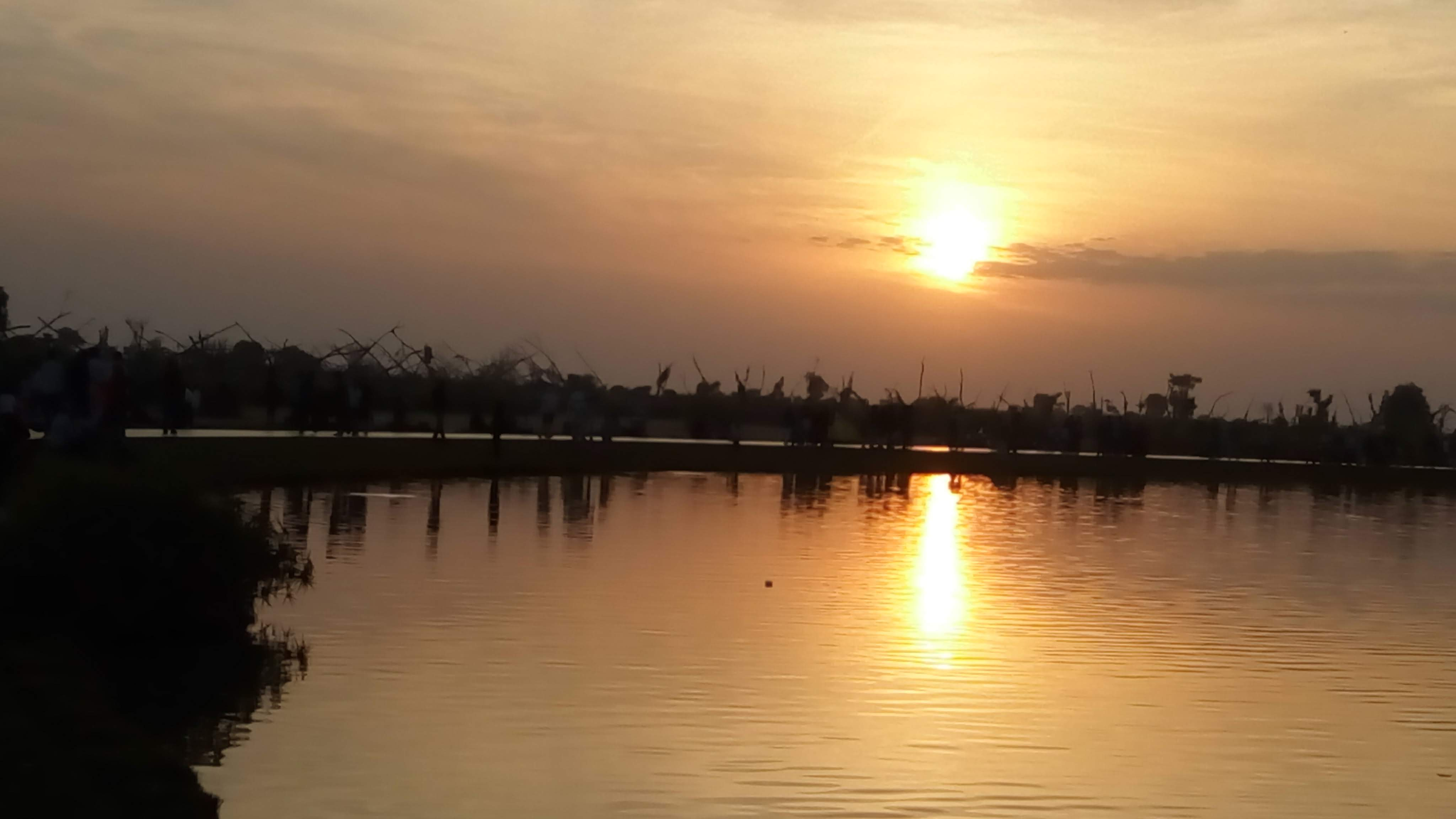
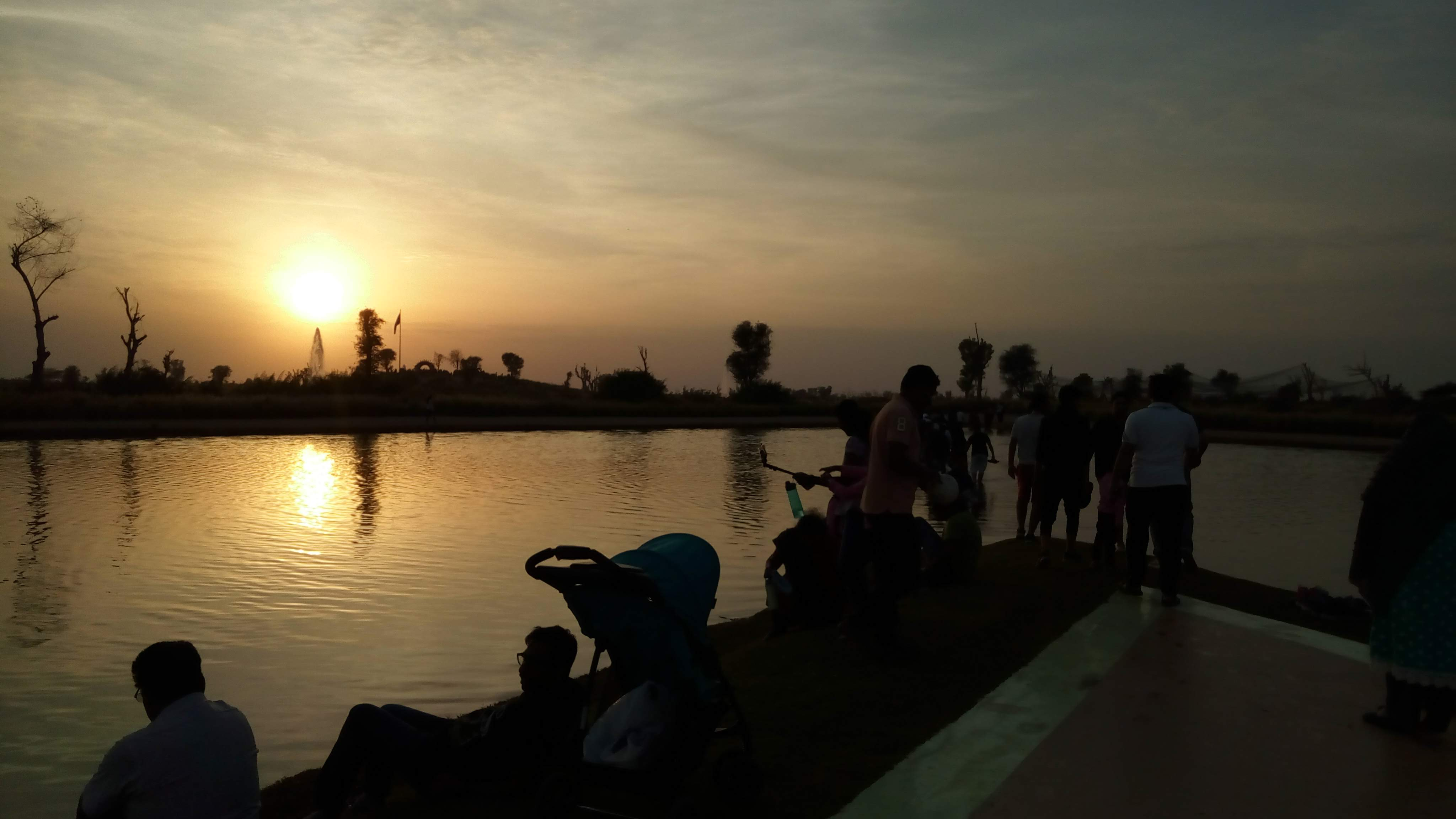
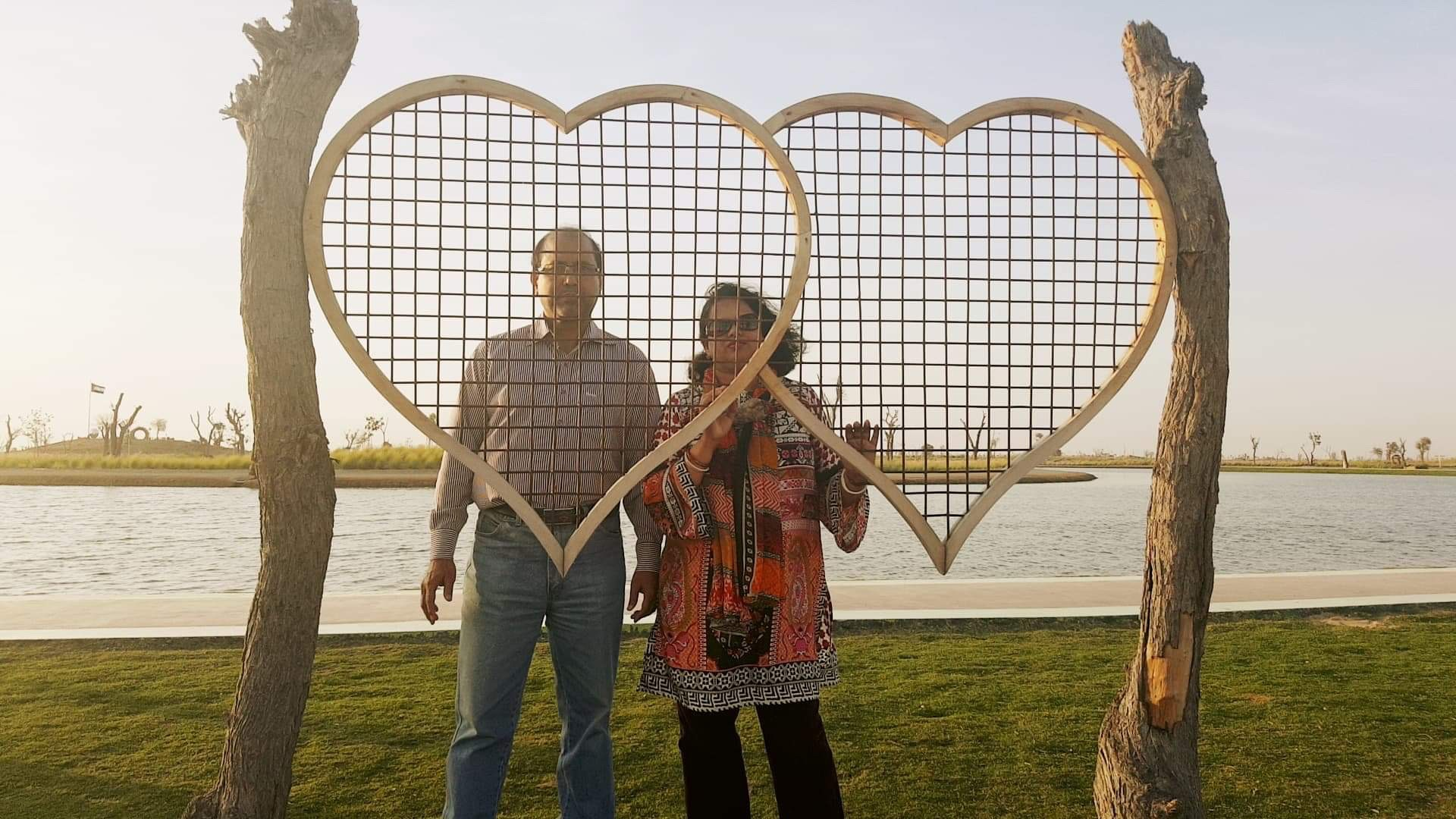
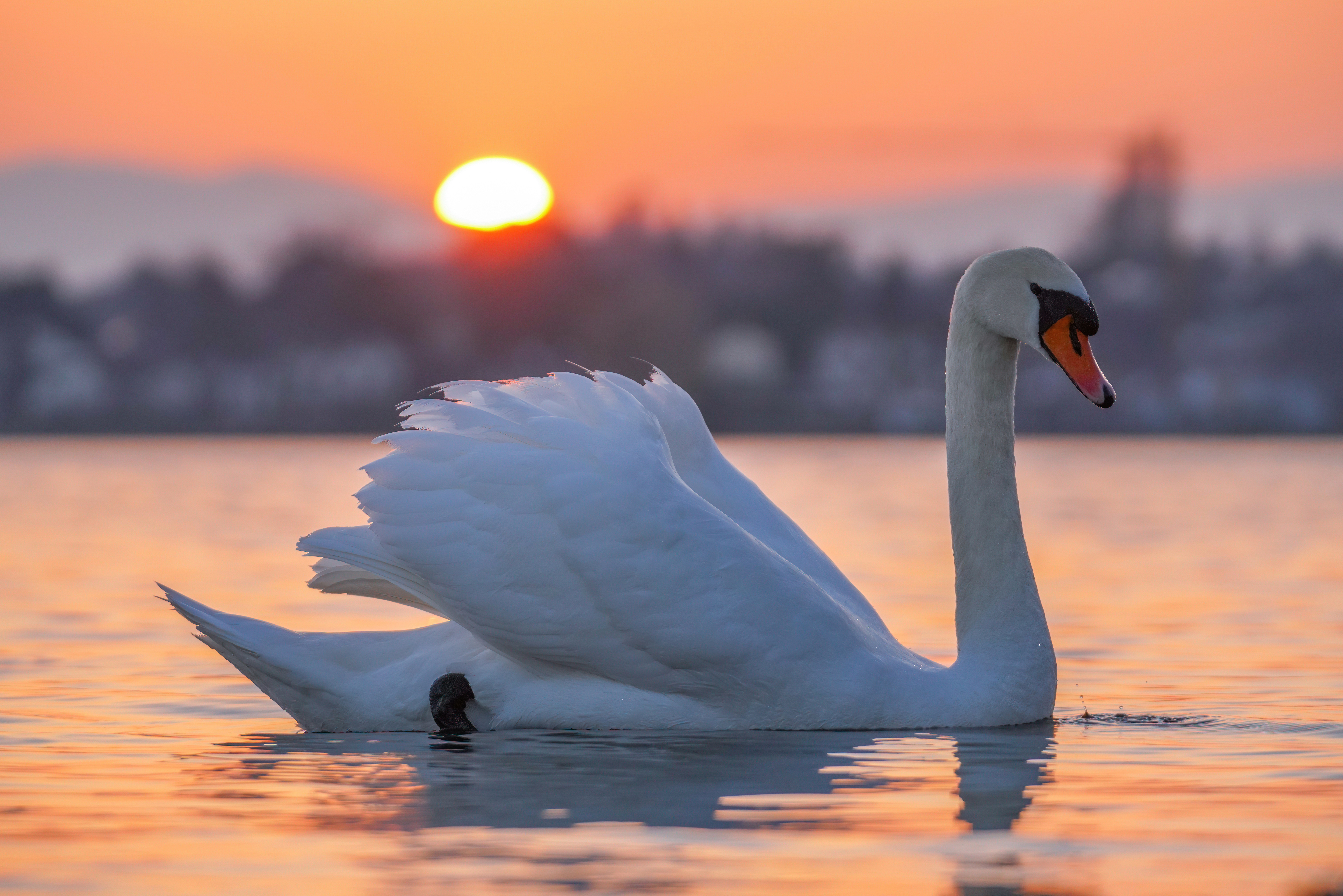
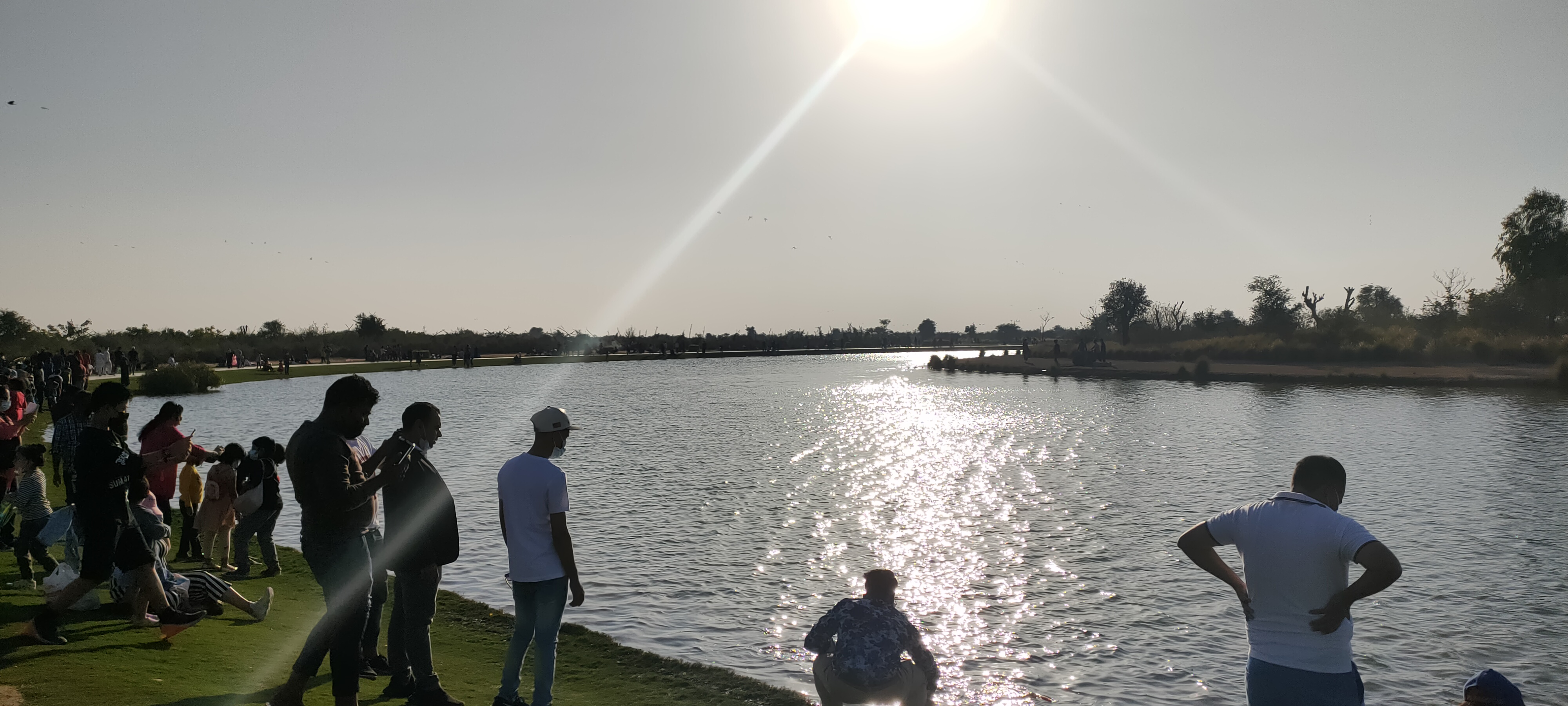
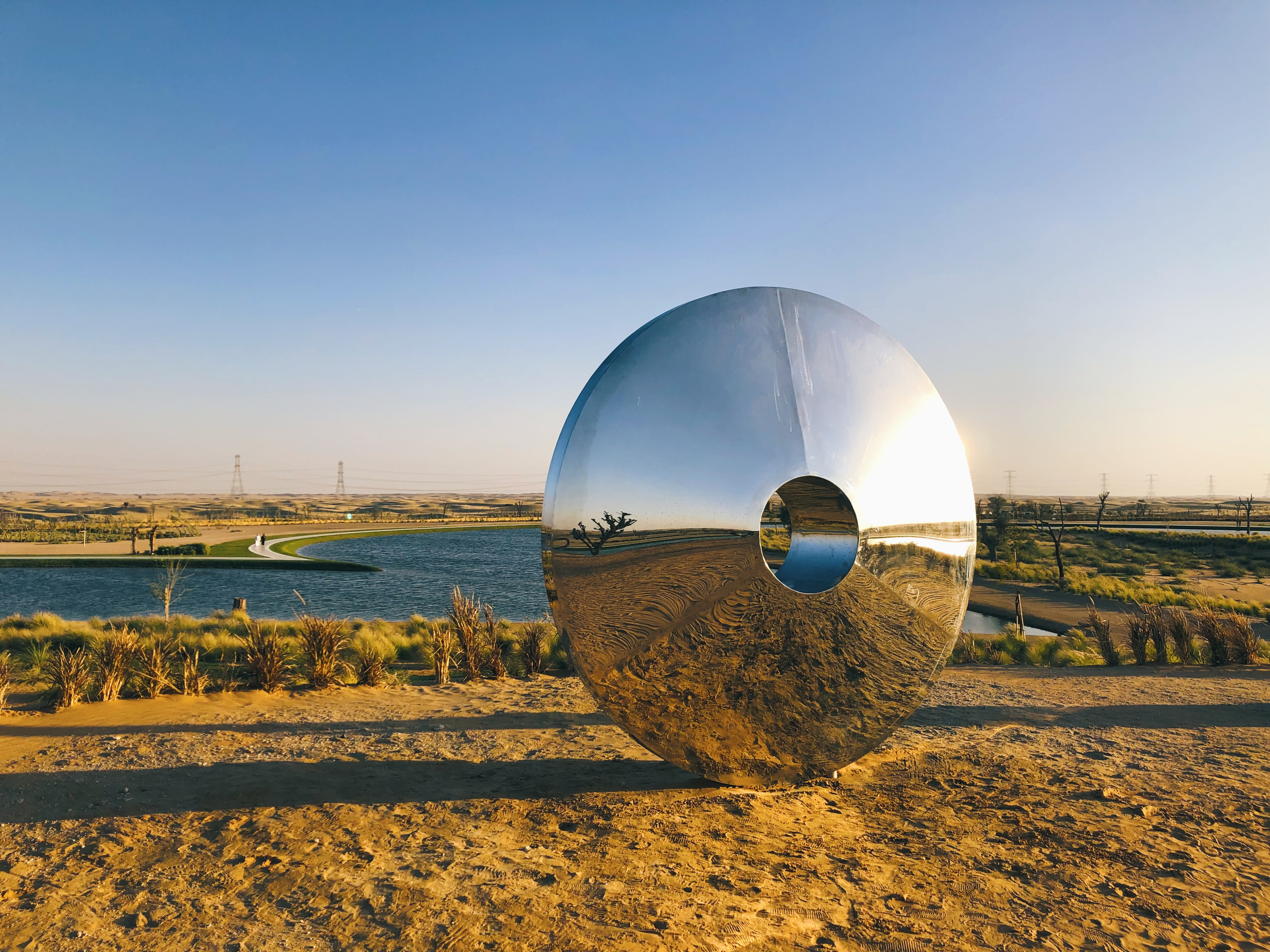